# Peter Sørensen
Peter Sørensen (Silkeborg, 4 ottobre 1973) è un allenatore di calcio ed ex calciatore danese, di ruolo centrocampista.

## Carriera

### Giocatore

#### Club
Sørensen cominciò la carriera con la maglia del Silkeborg, per poi passare agli olandesi del Groningen. Tornò successivamente al Silkeborg, per trasferirsi in seguito agli svedesi del Malmö.
Il danese firmò poi un contratto con lo HamKam, all'epoca militante in 1. divisjon. Debuttò in squadra il 13 aprile 2003, quando fu titolare nel successo per 1-0 sul Bærum. Il 9 giugno segnò la prima rete in campionato, nella sconfitta per 2-1 contro il Fredrikstad. A fine stagione, lo HamKam centrò la promozione nella Tippeligaen.
Il 12 aprile 2004, allora, Sørensen esordì nella massima divisione norvegese, nel pareggio per 1-1 sul campo del Sogndal. Il 18 aprile siglò la prima rete in questa divisione, nel pareggio casalingo per 1-1 contro il Tromsø. Si ritirò al termine del campionato 2005.

#### Nazionale
Sørensen totalizzò 19 apparizioni per la Danimarca under 21, con 5 reti all'attivo. Debuttò il 14 novembre 1995, quando fu titolare nel successo per 4-0 sull'Armenia under 21, con 5 reti all'attivo. Il 5 settembre dello stesso anno, segnò la prima rete, nel pareggio per 2-2 contro il Belgio under 21.

### Allenatore
Una volta ritiratosi, ricoprì il ruolo di assistente al Vejle. Nel 2009, diventò tecnico del Fredericia. Dal 2010 al 2014, ricoprì il medesimo incarico all'Aarhus. Il 15 maggio 2014, venne nominato nuovo allenatore dello HamKam. Il 4 luglio lasciò il club, in forte difficoltà economica.

## Palmarès

### Giocatore

#### Competizioni nazionali
- Campionato danese: 1

Silkeborg: 1993-1994